# Kolsjön (Glava socken, Värmland)
Kolsjön är en sjö i Arvika kommun i Värmland och ingår i Göta älvs huvudavrinningsområde. Sjön är 27 meter djup, har en yta på 1,11 kvadratkilometer och är belägen 120,1 meter över havet. Sjön avvattnas av vattendraget Kolån.

## Delavrinningsområde
Kolsjön ingår i det delavrinningsområde (659783-131656) som SMHI kallar för Utloppet av Kolsjön. Medelhöjden är 152 meter över havet och ytan är 4,58 kvadratkilometer. Det finns ett avrinningsområde uppströms, och räknas det in blir den ackumulerade arean 18,25 kvadratkilometer. Kolån som avvattnar avrinningsområdet har biflödesordning 4, vilket innebär att vattnet flödar genom totalt 4 vattendrag innan det når havet efter 266 kilometer. Avrinningsområdet består mestadels av skog (76 procent). Avrinningsområdet har 1,12 kvadratkilometer vattenytor vilket ger det en sjöprocent på 24,4 procent.